# Neuville-les-Dames
Neuville-les-Dames är en kommun i departementet Ain i regionen Auvergne-Rhône-Alpes i östra Frankrike. Kommunen ligger i kantonen Châtillon-sur-Chalaronne som ligger i arrondissementet Bourg-en-Bresse. Kommunens areal är 26,59 km². År 2022 hade Neuville-les-Dames 1 540 invånare.

## Befolkningsutveckling
Antalet invånare i kommunen Neuville-les-Dames
Referens: INSEE